# Углы (Лельчицкий район)
Углы (бел. Вуглы) — деревня в Буйновичском сельсовете Лельчицкого района Гомельской области Беларуси.
На востоке, севере и западе лес.

## География

### Расположение
В 37 км на восток от Лельчиц, в 60 км от железнодорожной станции Ельск (на линии Калинковичи — Овруч).

### Гидрография
На юге мелиоративные каналы.

## Транспортная сеть
Транспортные связи по просёлочной, затем автомобильной дороге Мозырь — Глушковичи. Планировка состоит из почти прямолинейной улицы, ориентированной с юго-запада на северо-восток и застроенной деревянными крестьянскими усадьбами.

## История
Согласно письменным источникам известна со второй половины XIX века. В 1879 году обозначена как хутор. В 1908 году в Буйновичской волости Мозырского уезда Минской губернии. В 1931 году жители вступили в колхоз. В составе колхоза имени В. И. Чапаева (центр — деревня Первомайск).

## Население

### Численность
- 2004 год — 15 хозяйств, 25 жителей.

### Динамика
- 1897 год — 4 двора, 30 жителей (согласно переписи).
- 1908 год — 7 дворов, 50 жителей.
- 2004 год — 15 хозяйств, 25 жителей.